# Национален фронт за промяна и освобождение
Национален фронт за промяна и освобождение (на арабски: الجبهة الشعبية للتحرير والتغيير) е политическа коалиция в Сирия, основана през август 2011 година. В нея влизат две партии - Сирийска социална националистическа партия и Партия на народната воля. На парламентарните избори през 2012 година коалицията печели 5 места от общо 250.